# Remo nos Jogos Olímpicos de Verão de 1964
O remo nos Jogos Olímpicos de Verão de 1964 foi realizado em Tóquio, no Japão, com sete eventos disputados.
O soviético Vyacheslav Ivanov conquistou pela terceira vez consecutiva a medalha de ouro no skiff simples (single skiff), um recorde nunca superado até então.

## Eventos do remo
Masculino: Skiff simples | Skiff duplo | Dois sem | Dois com | Quatro sem | Quatro com | Oito com

## Skiff simples
| Pos. | País                     | Atletas            | Tempo   |
| ---- | ------------------------ | ------------------ | ------- |
|      | União Soviética (URS)    | Vyacheslav Ivanov  | 8:22.51 |
|      | Equipe Alemã Unida (EUA) | Achim Hill         | 8:26.24 |
|      | Suíça (SUI)              | Gottfried Kottmann | 8:29.68 |

## Skiff duplo
| Pos. | País                  | Atletas                      | Tempo   |
| ---- | --------------------- | ---------------------------- | ------- |
|      | União Soviética (URS) | Boris Dubrovsky Oleg Tiurin  | 7:10.66 |
|      | Estados Unidos (USA)  | Seymour Cromwell James Storm | 7:13.16 |
|      | Checoslováquia (TCH)  | Vladimír Andrs Pavel Hofman  | 7:14.23 |

## Dois sem
| Pos. | País                     | Atletas                            | Tempo   |
| ---- | ------------------------ | ---------------------------------- | ------- |
|      | Canadá (CAN)             | George Hungerford Roger Jackson    | 7:32.94 |
|      | Países Baixos (NED)      | Steven Blaisse Ernst Veenemans     | 7:33.40 |
|      | Equipe Alemã Unida (EUA) | Michael Schwan Wolfgang Hottenrott | 7:38.63 |

## Dois com
| Pos. | País                 | Atletas                                               | Tempo   |
| ---- | -------------------- | ----------------------------------------------------- | ------- |
|      | Estados Unidos (USA) | Edward Ferry Conn Findlay Kent Mitchell (tim.)        | 8:21.33 |
|      | França (FRA)         | Jacques Morel Georges Morel Jean Claude Darouy (tim.) | 8:23.15 |
|      | Países Baixos (NED)  | Jan Just Bos Herman Rouwé Frederik Hartsuiker (tim.)  | 8:23.42 |

## Quatro sem
| Pos. | País                 | Atletas                                                      | Tempo   |
| ---- | -------------------- | ------------------------------------------------------------ | ------- |
|      | Dinamarca (DEN)      | John Ørsted Hansen Bjørn Hasløv Erik Petersen Kurt Helmudt   | 6:59.30 |
|      | Grã-Bretanha (GBR)   | John Russell Henry Wardell-Yerburgh William Barry John James | 7:00.47 |
|      | Estados Unidos (USA) | Geofrey Picard Richard Lyon Theodore Mittet Ted Nash         | 7:01.37 |

## Quatro com
| Pos. | País                     | Atletas                                                                                       | Tempo   |
| ---- | ------------------------ | --------------------------------------------------------------------------------------------- | ------- |
|      | Equipe Alemã Unida (EUA) | Peter Neusel Bernhard Britting Joachim Werner Egbert Hirschfelder Jürgen Oelke (tim.)         | 7:00.44 |
|      | Itália (ITA)             | Renato Bosatta Emilio Trivini Giuseppe Galante Franco de Pedrina Giovanni Spinola (tim.)      | 7:02.84 |
|      | Países Baixos (NED)      | Alex Mullink Jan van de Graaf Fred van de Graaf Robert van de Graaf Marius Klumperbeek (tim.) | 7:06.46 |

## Oito com
| Pos. | País                     | Atletas | Tempo   |
| ---- | ------------------------ | --- | ------- |
|      | Estados Unidos (USA)     | Joseph Amlong Thomas Amlong Harold Budd Emory Clark Stanley Cwiklinski Hugh Foley William Knecht William Stowe Robert Zimonyi (tim.)                         | 6:18.23 |
|      | Equipe Alemã Unida (EUA) | Klaus Aeffke Klaus Bittner Karl-Heinrich von Groddeck Hans-Jürgen Wallbrecht Klaus Behrens Jürgen Plagemann Jürgen Schröder Horst Meyer Thomas Ahrens (tim.) | 6:23.29 |
|      | Checoslováquia (TCH)     | Petr Čermák Jiří Lundák Jan Mrvík Július Toček Josef Věntus Luděk Pojezný Bohumil Janoušek Richard Nový Miroslav Koníček (tim.)                              | 6:21.11 |

## Quadro de medalhas do remo
| Ordem | País                   | Medalha de ouro | Medalha de prata | Medalha de bronze | Total |
| ----- | ---------------------- | --------------- | ---------------- | ----------------- | ----- |
| 1     | USA Estados Unidos     | 2               | 1                | 1                 | 4     |
| 2     | URS União Soviética    | 2               | 0                | 0                 | 2     |
| 3     | EUA Equipe Alemã Unida | 1               | 2                | 1                 | 4     |
| 4     | CAN Canadá             | 1               | 0                | 0                 | 1     |
| 4     | DEN Dinamarca          | 1               | 0                | 0                 | 1     |
| 6     | NED Países Baixos      | 0               | 1                | 2                 | 3     |
| 7     | FRA França             | 0               | 1                | 0                 | 1     |
| 7     | GBR Grã-Bretanha       | 0               | 1                | 0                 | 1     |
| 7     | ITA Itália             | 0               | 1                | 0                 | 1     |
| 10    | TCH Checoslováquia     | 0               | 0                | 2                 | 2     |
| 11    | SUI Suíça              | 0               | 0                | 1                 | 1     |